# Solf fria församling
Solf fria församling är en pingstförsamling i Solf by i Kvevlax, Korsholm i Österbotten i Finland. Församlingen grundades den 14 oktober 1928.
I Solfbygden hade en andlig väckelse pågått inom kyrkan med frikyrkligt inslag. Skaran av nyomvända ökade och man beslöt att ha en predikant på heltid. Under 1930-talet upptogs verksamhet i Övermalax.

## Föreståndare
- Lars-Eric Bergstén
- Artur Nyholm
- Samuel Klemetz (1940–1941)
- Arne Herberts
- Oskar Eriksson
- Karl-Gustaf Svens
- Holger Lindh
- Paul Johansson